# NGC 891
NGC 891 (také známá jako Caldwell 23) je spirální galaxie viditelná z boku v souhvězdí Andromedy, vzdálená od Země asi 32,5 miliónů světelných let. Byla poprvé pozorována Williamem Herschelem dne 6. října 1784. V jejím jádře se nachází oblast HII.

## Pozorování
Na obloze se nachází ve východní části souhvězdí, 3,5° východně od hvězdy Alamak (γ And)
a 3,5° západně od hvězdokupy Messier 34. Galaxie je za dobrých podmínek viditelná již malými až středně velkými dalekohledy jako slabě zářící protáhlá skvrna. Pásy kosmického prachu jsou v galaxii viditelné pouze velkými dalekohledy.

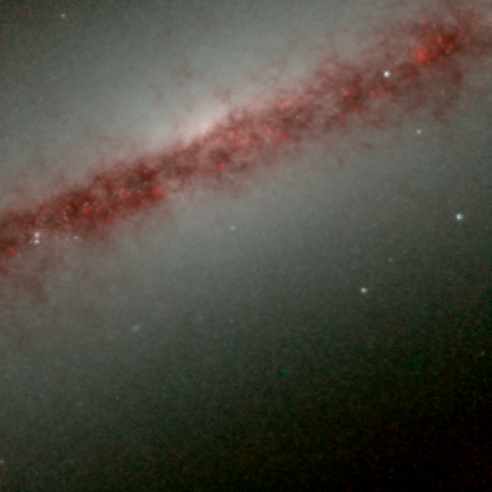
Podrobný infračervený snímek NGC 891 z HST. Autor: HST/NASA/ESA.

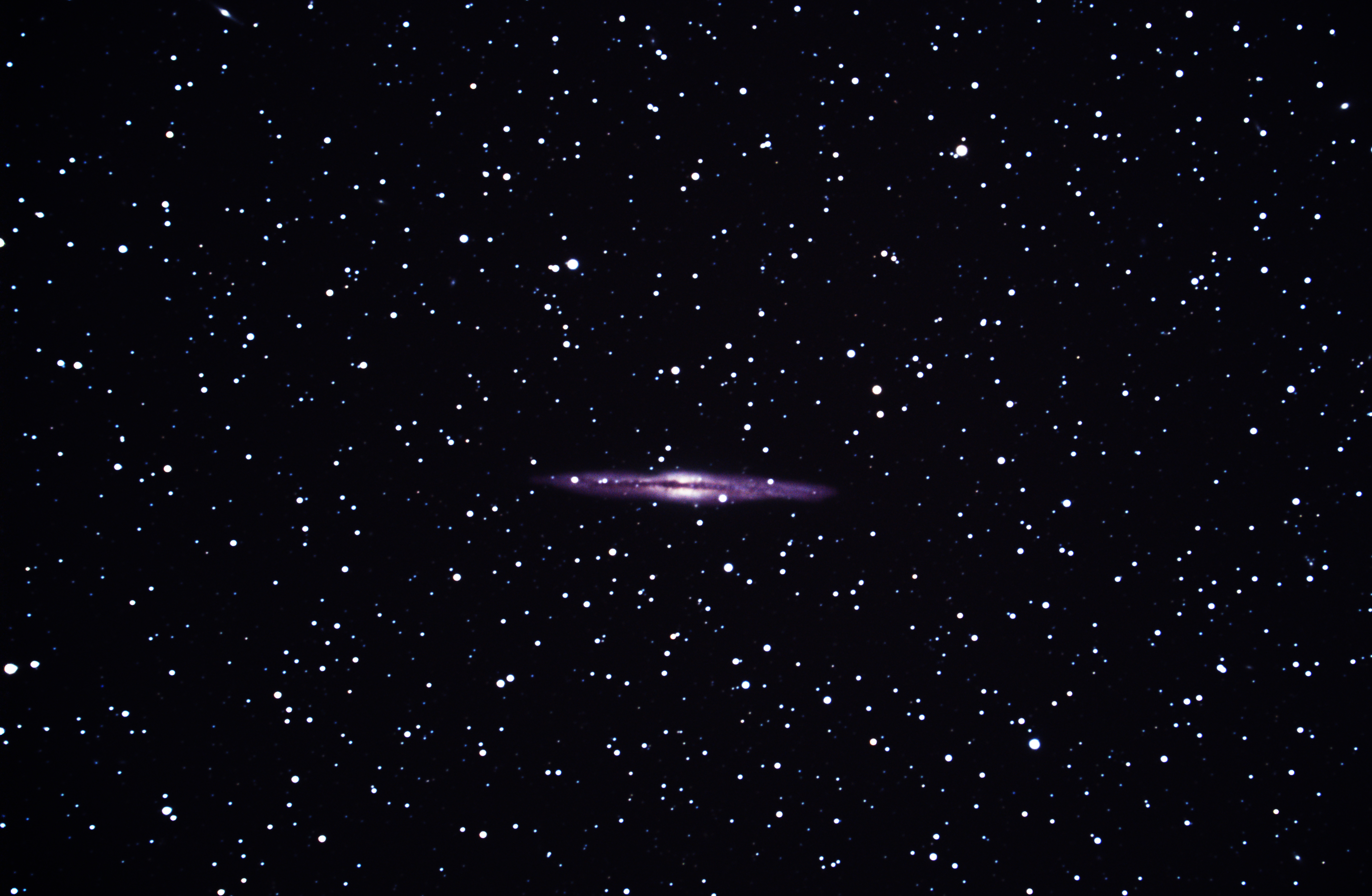
Amatérský snímek NGC 891.

Hubbleův vesmírný dalekohled pozoroval galaxii NGC 891 v roce 1999 v oboru infračerveného záření.
V roce 2005 byla díky svému půvabu a zájmu vědců vybrána na první světlo pro velký binokulární dalekohled na Mount Grahamu v Arizoně.
Dne 21. srpna 1986 byla v galaxii objevena supernova o zdánlivé hvězdné velikosti 14 mag a dostala označení SN 1986J.

## Zvláštnosti
NGC 891 vypadá tak, jak si myslíme, že by vypadala naše Galaxie, kdybychom se na ni dívali také z boku (někteří astronomové si všimli, jak je NGC 891 podobná naší Galaxii, když pozorují Mléčnou dráhu na jižní polokouli)
a ve skutečnosti se obě galaxie považují za velmi podobné na základě jejich svítivosti a velikosti.
Výzkumy pohybu molekulárního vodíku také prokázaly pravděpodobnou přítomnost galaktické příčky.
Navzdory tomu snímky s vysokým rozlišením ukázaly v prachovém pásu této galaxie neobvyklé vláknité obrazce. Tyto obrazce vychází z galaktického disku a zasahují až do galaktického hala. Vědci předpokládají, že jde o mezihvězdný prach, který byl vyvržen výbuchy supernov z galaktického disku směrem do hala. Není ovšem vyloučeno, že by tento jev byl způsoben tlakem záření prudce vznikajících hvězd.

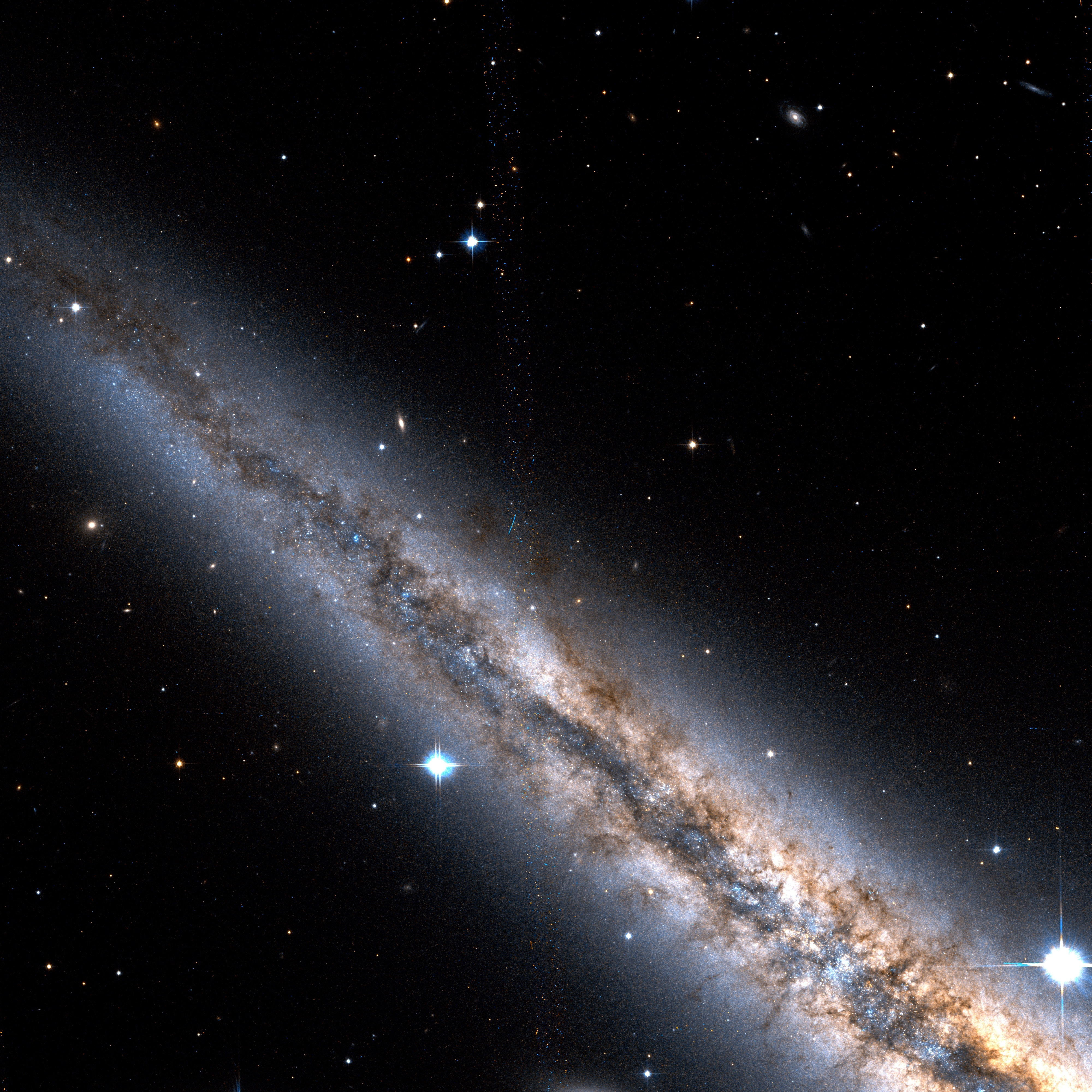
Podrobný snímek severní části NGC 891 z HST, zorné pole 3,24′. Autor: NASA/STScI/WikiSky

Na okraji galaxie se nachází mnoho rozlehlých spojitých podstruktur s malou plošnou jasností, které v obrovských proudech obepínají galaxii až do vzdáleností přibližně 50 kpc. Jádro a disk galaxie jsou obklopeny plochým a tenkým obalem hvězd, který má příčný a podélný rozměr 15 respektive 40 kpc
a který se považován za pozůstatek narušené satelitní galaxie, kterou NGC 891 pohlcuje.
Je mnoho galaxií, které z naší Galaxie vidíme, ale pro pomyslného pozorovatele v galaxii NGC 891 by byla naše Galaxie neviditelná, přinejmenším ve viditelné oblasti spektra, protože by se nacházela v oblasti, kterou by zakrýval kosmický prach disku této galaxie. Toto by se týkalo nejen Galaxie v Andromedě, kterou by jinak pozorovatel viděl podobně z boku, jako my vidíme NGC 891, ale také celé Kupy galaxií v Panně.

## Sousední galaxie
NGC 891 je členem Skupiny galaxií NGC 1023, která leží ve vzdálenosti 32,3 milionů světelných let
a nachází se tedy nedaleko od Místní skupiny galaxií, ve které leží i Galaxie Mléčná dráha. Nejjasnějšími členy Skupiny galaxií NGC 1023 jsou galaxie NGC 1023, NGC 891 a NGC 925.